# Tedmak
Teodros „Teddy“ Makonnen, besser bekannt als Tedmak, ist ein äthiopischer Sänger, Komponist, Produzent und Arrangeur.
Tedmak ist in seiner Heimat Äthiopien ein sehr bekannter Musiker und genießt auch im Ausland, v. a. in seiner Wahlheimat USA, großes Ansehen. Er trat bisher vorwiegend mit äthiopischen Bands auf, wie zum Beispiel Ethiostar oder Dahalak. Mit den Dahalaks hatte Tedmak Anfang 1979 einen Auftritt in einem Nachtlokal mit dem damals in Addis Abeba weilenden Reggae-Superstar Bob Marley.